# Ex monastero di Santa Teresa
L'ex monastero di Santa Teresa, dedicato alla grande santa del Carmelo Teresa d'Avila, si trova in via della Mattonaia 6, angolo Borgo la Croce 1, a Firenze.

## Storia
Il monastero femminile delle Carmelitane scalze, intitolato a santa Teresa d'Avila, fu fondato nel 1628 in un'area ove si distendevano orti e giardini fra Porta alla Croce e Porta Pinti. Fu edificato su progetto di Giovanni Coccapani, autore anche della chiesa.
Abitato dalle Carmelitane scalze, vi dimorò per cinque anni dal 1765 al 1770 santa Teresa Margherita Redi, della famiglia del famoso medico aretino Francesco Redi, e come "«un fiore del Carmelo imitante il candore del giglio»" vi morì a soli 23 anni.
Il monastero fu soppresso una prima volta nel 1808, quindi ripristinato per poi essere definitivamente soppresso nel 1865. Fu quindi utilizzato (ancora retto dalle monache) per ospitare i senza casa. L'anno dopo, nel 1866 venne adattato a carcere preventivo provvisorio e infine divenne penitenziario per condannati a lunghi periodi di detenzione.
Nel 1875 sono documentati lavori di ampliamento. Danneggiato gravemente dall'alluvione del 4 novembre 1966, fu restaurato. A seguito della costruzione dei nuovi stabilimenti carcerari a Sollicciano (concorso appalto del 1974) si posero le premesse per il passaggio di questo e degli altri immobili adibiti a carceri presenti nella zona (Santa Verdiana e Murate) al Comune di Firenze, e del loro conseguente recupero nell'ambito di un più ampio progetto di riqualificazione del quartiere di Santa Croce. Nel 1986 fu così bandito un concorso internazionale di idee i cui esiti furono esemplificati in una mostra tenutasi nel complesso di Santa Verdiana nell'autunno del 1988. Tuttavia, a differenza di quanto accaduto per le altre due strutture, in questo caso non si è ancora provveduto a restituire lo spazio al quartiere, eccezion fatta per un'area del complesso occupata da alcune aule della Facoltà di Architettura dell'Università di Firenze.
Attualmente l'edificio ospita la sezione dei detenuti in semilibertà.

## Descrizione
Il complesso si presenta come un insieme di caseggiati che prospettano sulla via con rade finestre intervallate da ampie muraglie, con un unico ingresso da via della Mattonaia. Inaccessibile è la chiesa barocca a pianta centrale, con agile cupola coperta da tiburio a pianta esagonale.
La figura di Teresa Margherita Redi è ricordata da una lapide all'esterno, su via della Mattonaia:
| IN QUESTO ANTICO MONASTERO FIORì COME UN GIGLIO DAL 1765 AL 1770 LA SANTA CARMELITANA TERESA MARGHERITA REDI NEL SECONDO CENTENARIO DELLA MORTE IN SEGNO DI GRAZIA E DI SPERANZA PER QVELLI CHE SOFFRONO FV POSTO QVESTO RICORDO. |

In angolo con Borgo la Croce si trovano poi due targhe con decreti dei Signori Otto di Guardia e Balia, una sopra all'altra. Una proibisce i giochi nei dintorni del monastero di Santa Teresa, l'altra l'accumulo di calcinacci, in una strada dove non doveva essere infrequente la presenza di scarti di lavorazione delle mattonaie.
In questa prima targa, con cornice decorata a falde di cartoccio, i "magnifici Signori Otto" elencano praticamente tutti i giochi allora popolari, dalla ruzzola (lancio di un disco di legno), al maglio (una sorta di crickett), dalle piastrelle (un tipo di bocce basato sul lancio di precisione giocato però con mattonelle) alle pallottole (una via di mezzo tra le bocce e il bowling), e li vietano lungo tutta la strada, compresa anche una via laterale, sotto pena di una multa (5 scudi) o della tortura dei tratti di corda.
L'altra lapide riporta invece:
Il significato è: "I molto magnifici Signori Officiali de' fiumi della città di Firenze poibiscono a ciascuno lo scaricare, portar terra, calcinacci, ceneraccia o far qualsivoglia immondizia in questa strada della Mattonaia che va alle mura, sotto le pene che gli ordini si dispone [dispongono] e di più scudi 5 (o 6 o 7, caratteri illeggibili) alla famiglia del Bargello che li troverà (cioè ai sorveglianti che rileveranno l'infrazione) come per il partito di detti Signori (cioè una multa equivalente anche per gli ufficiali), de 3 agosto 1611".